# Stephanie Herseth Sandlin
Stephanie Marie Herseth Sandlin (Aberdeen, 3 dicembre 1970) è una politica statunitense, membro della Camera dei Rappresentanti per lo stato del Dakota del Sud dal 2004 al 2011.

## Biografia
Stephanie Herseth nacque in una famiglia molto attiva politicamente: suo nonno, Ralph Herseth, fu governatore del Dakota del Sud e sua nonna Lorna fu Segretario di Stato del Dakota del Sud; suo padre Lars si candidò alla carica di governatore nel 1986 e fu membro della Camera dei rappresentanti del Dakota del Sud e del Senato del Dakota del Sud. Inoltre è sposata con Max Sandlin, deputato per lo stato del Texas dal 1997 al 2005.
Laureatasi in giurisprudenza all'Università di Georgetown, la Herseth divenne avvocato ed esercitò la professione nel settore privato.
Entrata in politica con il Partito Democratico, nel 2002 si candidò alla Camera dei Rappresentanti per lo stato del Dakota del Sud, che possedeva un unico distretto congressuale; la Herseth perse la competizione contro il repubblicano Bill Janklow.
Due anni dopo, Janklow rassegnò le dimissioni dalla Camera in seguito ad una condanna per omicidio preterintenzionale. Vennero indette delle elezioni speciali per assegnare il suo seggio ad un nuovo deputato e la Herseth vi partecipò, riuscendo a vincerle. All'età di trentaquattro anni, la Herseth divenne la più giovane deputata della Camera, nonché la prima donna eletta nell'assemblea in rappresentanza del Dakota del Sud.
Venne riconfermata per un mandato completo dopo qualche mese dalle elezioni speciali, per poi essere rieletta nel 2006 e nel 2008. Nel 2010 risultò sconfitta di misura dall'avversaria repubblicana Kristi Noem e lasciò così il seggio dopo oltre sei anni.
Durante la sua permanenza al Congresso Stephanie Herseth Sandlin faceva parte della Blue Dog Coalition: si configurava quindi come una democratica dalle ideologie piuttosto centriste. Espresse posizioni a favore dell'aborto e del diritto di possedere ed usare delle armi; ciò le fece ottenere l'appoggio della National Rifle Association of America.
Dopo aver lasciato la Camera, la Herseth Sandlin è tornata a svolgere la professione di avvocato. Nel 2017 venne nominata rettore dell'Augustana University.